# 密歇根吸口魚
密歇根吸口魚（學名：Moxostoma austrinum），為輻鰭魚綱鯉形目亞口魚科的其中一種，為溫帶淡水魚，分布於北美洲美國德克薩斯州阿拉米托溪及墨西哥萊爾馬河流域，體長可達49公分，棲息在岩石底質且流動快速的中小型河川底層水域，生活習性不明。